# Élections sénatoriales de 2020 dans les Côtes-d'Armor
Les élections sénatoriales dans les Côtes-d'Armor ont lieu le dimanche 27 septembre 2020. Elles ont pour but d'élire les sénateurs représentant le département au Sénat pour un mandat de six années.

## Contexte départemental
Lors des élections sénatoriales de 2014 dans les Côtes-d'Armor, trois sénateurs ont été élus selon un mode de scrutin proportionnel.
Depuis, tous les effectifs du collège électoral des grands électeurs ont été renouvelés, avec les élections départementales de 2015, les élections régionales de 2015, les élections législatives de 2017 et les élections municipales de 2020.

## Sénateurs sortants
| Sénateurp | Sénateurp         | Parti | Fonctions lors de l'élection en 2014                     |
| --------- | ----------------- | ----- | -------------------------------------------------------- |
|           | Yannick Botrel    | PS    | Sénateur sortant, conseiller général de Bourbriac, maire |
|           | Christine Prunaud | PCF   | Adjointe au maire de Lamballe                            |
|           | Michel Vaspart    | LR    | Conseillère générale, maire de Pleudihen-sur-Rance       |

## Présentation des listes et des candidats
Les nouveaux représentants sont élus pour une législature de 6 ans au suffrage universel indirect par les 1 693 grands électeurs du département. Dans les Côtes-d'Armor, les sénateurs sont élus au scrutin proportionnel plurinominal. Leur nombre reste inchangé, trois sénateurs sont à élire et cinq candidats doivent être présentés sur la liste pour qu'elle soit validée. Chaque liste de candidats est obligatoirement paritaire et alterne entre les hommes et les femmes. Plusieurs listes seront déposées dans le département. Elles sont présentées ici dans l'ordre de leur dépôt à la préfecture et comportent l'intitulé figurant aux dossiers de candidature.

### Europe Écologie Les Verts - Union démocratique bretonne
| N° | Candidats | Candidats        | Parti | Principales fonctions                |
| -- | --------- | ---------------- | ----- | ------------------------------------ |
| 01 |           | Michel Forget    | EÉLV  | Conseiller municipal de Dinan        |
| 02 |           | Maryse Laurent   | UDB   | Conseillère municipale de Ploufragan |
| 03 |           | Jean-Luc Barbo   | EÉLV  | Conseiller municipal de Coëtmieux    |
|    |           |                  |       |                                      |
| 04 |           | Sylvie Bourbigot | EÉLV  |                                      |
| 05 |           | Raymond Géléoc   | UDB   | Conseiller municipal de Rostrenen    |

### Parti socialiste - Parti communiste français
| N° | Candidats | Candidats         | Parti | Principales fonctions                                  |
| -- | --------- | ----------------- | ----- | ------------------------------------------------------ |
| 01 |           | Annie Le Houérou  | PS    | Conseillère municipale de Guingamp.                    |
| 02 |           | Gérard Lahellec   | PCF   | Vice-président du conseil régional                     |
| 03 |           | Georgette Bréard  | PS    | Vice-présidente du conseil régional                    |
|    |           |                   |       |                                                        |
| 04 |           | Arnaud Lécuyer    | PS    | Président de Dinan Agglomération, maire de Saint-Pôtan |
| 05 |           | Martine Bou-Anich | PS    | Maire de Paule                                         |

### Union du centre
| N° | Candidats | Candidats         | Parti | Principales fonctions                                               |
| -- | --------- | ----------------- | ----- | ------------------------------------------------------------------- |
| 01 |           | Cyril Jobic       | LREM  | Maire de Calanhel                                                   |
| 02 |           | Claudine Belliard | LREM  |                                                                     |
| 03 |           | Gervais Égault    | LREM  | Maire de Louannec                                                   |
| 04 |           | Patricia Martin   | LREM  | Adjointe au maire de Lanvollon                                      |
| 05 |           | Joël Le Jeune     | LREM  | Président de Lannion-Trégor Communauté, maire de Trédrez-Locquémeau |

### Dissidents Les Républicains-UDI
| N° | Candidats | Candidats              | Parti | Principales fonctions                                   |
| -- | --------- | ---------------------- | ----- | ------------------------------------------------------- |
| 01 |           | Alain Cadec            | LR    | Président du conseil départemental                      |
| 02 |           | Brigitte Balay-Mizrahi | UDI   | Conseillère départementale, adjointe au maire de Dinan. |
| 03 |           | Guirec Arhant          | UDI   | Maire de Tréguier                                       |
|    |           |                        |       |                                                         |
| 04 |           | Danielle Even          | DVD   | Conseillère municipale de Saint-Donan                   |
| 05 |           | Hervé Le Lu            | DVD   | Maire de Guerlédan                                      |

### Les Républicains
| N° | Candidats | Candidats            | Parti | Principales fonctions                                |
| -- | --------- | -------------------- | ----- | ---------------------------------------------------- |
| 01 |           | Thibaut Guignard     | LR    | Conseiller départemental, maire de Plœuc-L'Hermitage |
| 02 |           | Véronique Méheust    | LR    | Conseiller départemental                             |
| 03 |           | Hervé Guélou         | LR    | Conseiller régional, maire de Plufur                 |
|    |           |                      |       |                                                      |
| 04 |           | Marie-Thérèse Pithon | LR    | Maire de Saint-Launeuc                               |
| 05 |           | Sylvain Oréal        | LR    | Adjoint au maire de Plédéliac                        |

### Rassemblement national
| N° | Candidats | Candidats          | Parti | Principales fonctions                              |
| -- | --------- | ------------------ | ----- | -------------------------------------------------- |
| 01 |           | Gérard de Mellon   | RN    | Conseiller régional, conseiller municipal de Dinan |
| 02 |           | Annick Lebiez      | RN    |                                                    |
| 03 |           | Maël Quette        | RN    |                                                    |
|    |           |                    |       |                                                    |
| 04 |           | Isabelle Pichereau | RN    |                                                    |
| 05 |           | Éric Zabrodine     | RN    |                                                    |

## Résultats
| Tête de liste                                                                             | Tête de liste            | Liste                           | Voix  | %     | Sièges |  |
| ----------------------------------------------------------------------------------------- | ------------------------ | ------------------------------- | ----- | ----- | ------ |  |
|                                                                                           | Annie Le Houérou         | Union de la gauche (PS - PCF)   | 693   | 40,67 | 2      |  |
| Engagé.e.s pour les territoires                                                           |                          |                                 | 693   | 40,67 | 2      |  |
|                                                                                           | Alain Cadec              | Divers droite (LR - UDI)        | 458   | 26,88 | 1      |  |
| Les Côtes-d'Armor au cœur                                                                 |                          |                                 | 458   | 26,88 | 1      |  |
|                                                                                           | Thibaut Guignard         | Les Républicains                | 253   | 14,85 | 0      |  |
| Au Sénat, la voix des communes                                                            |                          |                                 | 253   | 14,85 | 0      |  |
|                                                                                           | Michel Forget            | Europe Écologie Les Verts (UDB) | 159   | 9,33  | 0      |  |
| Écologistes et régionalistes pour les Côtes-d'Armor                                       |                          |                                 | 159   | 9,33  | 0      |  |
|                                                                                           | Cyril Jobic              | Union du centre (LREM)          | 119   | 6,98  | 0      |  |
| Libres et progressistes pour nos communes                                                 |                          |                                 | 119   | 6,98  | 0      |  |
|                                                                                           | Gérard de Mellon         | Rassemblement national          | 22    | 1,29  | 0      |  |
| Liste localiste présentée par le Rassemblement national pour le rééquilibrage territorial |                          |                                 | 22    | 1,29  | 0      |  |
|                                                                                           |                          |                                 |       |       |        |  |
| Votes valides                                                                             | Votes valides            | Votes valides                   | 1 704 | 98,55 |        |  |
| Votes blancs                                                                              | Votes blancs             | Votes blancs                    | 10    | 0,58  |        |  |
| Votes nuls                                                                                | Votes nuls               | Votes nuls                      | 15    | 0,87  |        |  |
| Total                                                                                     | Total                    | Total                           | 1 729 | 100   | 3      |  |
| Abstention                                                                                | Abstention               | Abstention                      | 2     | 0,12  |        |  |
| Inscrits / participation                                                                  | Inscrits / participation | Inscrits / participation        | 1731  | 99,88 |        |  |